# Lidzawa
Lidzawa (abch. Ldzaa) – wieś w Gruzji (Abchazji), w rejonie Gagra. W 2011 roku liczyła 1930 mieszkańców.